# قائمة الأماكن الأسطورية
- القائمة التالية هي بالأماكن الأسطورية التي تظهر في الحكايات الأسطورية والفلكلور والنصوص الدينية.

| الاسم                               | الوصف |
| ----------------------------------- | --- |
| أركاديا (يوتوبيا)                   | تصور للحياة الرعوية والتناغم مع الطبيعة، مصدره اسم مقاطعة إغريقية تحمل نفس الاسم. |
| أزتلان                              | الموطن الأصلي الأسطوري للمكسيكيين في الميثولوجيا الأزتكية. |
| أسغارد                              | مدينة الآلهة. بناها أودين، كبير الآلهة في الميثولوجيا النوردية. |
| أطلانطس                             | القارة المفقودة الأسطورية التي يقال أنها غرقت في المحيط الأطلنطي. |
| أغارثا                              | مدينة أسطورية في قلب الأرض. |
| أفالون                              | جزيرة التفاح الأسطورية، حيث دُفن الملك آرثر. |
| إل دورادو                           | مدينة الذهب المزعومة في أمريكا اللاتينية. |
| ألفهايم                             | أرض الجن في الميثولوجيا النوردية. |
| أنون                                | العالم الآخر في الميثولوجيا الويلزية. |
| أيوثا أميرثا غانغاي                 | نهر مهم في الميثولوجيا اليافالية. |
| بالتيا                              | جزيرة من الكهرمان في مكان ما من أوروبا الشمالية. |
| بانديمونيوم                         | عاصمة الجحيم في قصيدة جون ميلتون الملحمية الفردوس المفقود. |
| بايتيتي                             | مدينة أسطورية مفقودة من مدن الإنكا، أو أرض يوتوبية غنية يُزعم أنها تقع شرق جبال الأنديز. |
| برازيل                              | جزيرة أسطورية تقع إلى الغرب من أيرلندا. |
| براهمابورا                          | محل إقامة براهما، إله الخلق عند الهندوس. |
| بريتيا                              | جزيرة أسطورية قبالة سواحل أوستراسيا. |
| بيارمالاند                          | مملكة عظيمة تقع شمال روسيا، ورد ذكرها في ملحمة الساجا النوردية. |
| كاميلوت                             | عاصمة الملك آرثر. |
| محور العالم                         | مركز العالم، أو حلقة الوصل بين السماء والأرض. |
| مروج أسفوديل                        | في الميثولوجيا الإغريفية: قسم من العالم السفلي تحيا فيه الأرواح العادية بعد الموت. |
| مدينة الكايسار                      | هي مدينة أسطورية تقع بين جبال من الذهب والالماس والمجوهرات باتاغونيا. |
| مدينة كيكو                          | مدينة أسطورية موجودة بين السحاب ذكرت في مسرحية الطيور لأرسطوفانيس. |
| أرض الوفرة                          | . |
| Dinas Affaraon/Ffaraon              | Legendary home to a branch of the درويد called the Pheryllt, who worked as metallurgists and alchemists. Also known as “The City of Higher Powers,” or the “Ambrosial City”, its rumored location is سنودونيا and is said to be the original علم مكان of Dinas Emrys.                                   |
| إليسيون                             | In ميثولوجيا إغريقية, the final resting place of the souls of the heroic and the virtuous. |
| هيسبيريديس                          | In Greek mythology, the sacred garden of Hera from where the gods got their immortality. |
| Gorias, Finias, Murias, and Falias ‏ | In أساطير أيرلندية the تواثا دي دانان get their four magical treasures from four legendary cities: Gorias in the east; Finias, in the south; Murias in the west; and Falias in the north. نسخة محفوظة 9 يونيو 2019 على موقع واي باك مشين.                                                               |
| هاواي إيكي                          | The ancestral island of the بولنيزياns, particularly the ماوري. |
| هيل ( Hel )                         | العالم السفلي في الميثولوجيا الاسكندنافية. |
| Hyperborea                          | مدينة تقع إلى الشمال في الميثولوجيا الاغريقية. |
| إركالا                              | العالم السفلي الذي لا عودة منه في الميثولوجيا البابلية. |
| جزر المباركين                       | In Greek mythology, a paradise reserved for the souls of the great heroes. |
| يوتنهايم                            | أرض العمالقة في الميثولوجيا الاسكندنافية. |
| Kingdom of Reynes ‏                  | A country mentioned in the أدب اللغة الإنجليزية الوسطى King Horn. |
| Kingdom of Saguenay                 | According to the French, an إيروكواس story of a kingdom of blonde men rich in gold and fur that existed in northern كندا prior to French colonization. |
| Kolob                               | An astronomical body (star or planet) said to be near the عرش الرحمن in Mormon cosmology. |
| Kvenland                            | Land next to Sweden at the northern shores of Baltic sea, probably ancient فنلندا or some of its parts. |
| Kyöpelinvuori                       | (Finnish for ghosts' mountain), in Finnish mythology, is the place which dead women haunt. |
| المدينة البيضاء الأثرية             | "المدينة البيضاء" مدينة أسطورية في هندوراس. |
| Laestrygon                          | Home to a tribe of giant cannibals that Odysseus encountered on his way back home from the حصار طروادة. |
| بحيرة باريمي                        | بحيرة واسعة في شمال شرق قارة أمريكا الجنوبية بالقرب من موقع إل دورادو. |
| ليموريا (مو)                        | في عام 1864 عالم الحيوان والمصنف فيليب سكالتر كتب مقال "ثدييات مدغشقر" اقترح الكاتب حسب الشذوذ في حيوانات مدغشقر أن السبب هو أنه كانت هناك قارة كبيرة في المحيطين الاطلسي والمحيط الهندي والتي تدمرت لأسباب غير محددة لتكون جزر والتي شكلت أجزاء واسعة من قارة أفريقيا واقترح أن هذه القارة هي ليموريا. |
| ليونيس                              | دولة في حكايات الملك آرثر، ويقال أنها كانت على حدود كورنوال في إنجلترا. |
| Mag Mell or Tir na nÓg              | ما بعد نهاية العالم في الميثولوجيا الأيرلندية. |
| ميروبيس                             | A gigantic island created purely as a parody of أفلاطون's أطلانطس. |
| ميكتلان                             | يقصد بها الآخرة ميشيكا ‏. |
| جبل أوليمبوس                        | In Greek mythology the mountain is referred to as "home of the gods", specifically the Twelve Olympians. |
| قارة مو                             | قارة افتراضية يزعم أنها اختفت في فجر التاريخ البشري. |
| موسبلهايم                           | أرض النار في الميثيولجيا الإسكندنافية. |
| نيبيرو                              | الكوكب الذي يُزعم أنه سيسقط على الأرض وُصف من قبل البابليين بلاد بابلns. |
| نيفلهايم                            | العالم البارد في الميثيولجيا الإسكندنافيةً. |
| Niflhel                             | عالم الجريمة البارد في الميثولوجيا الاسكندنافية. |
| Norumbega                           | A legendary settlement in northeastern أمريكا الشمالية, connected with attempts to demonstrate فايكنج incursions in New England. |
| Nysa                                | A beautiful valley full of حوراء in Greek mythology. |
| Quivira and Cíbola                  | Two of the legendary Seven Cities of Gold supposed by Spanish كونكيستدورs to have existed in the Americas. |
| Scholomance                         | A legendary school of black magic run by the Devil himself, located in Hermannstadt (now: Sibiu, Romania). Located in the mountains,south of the city Sibiu, near an unnamed lake. |
| Sierra de la Plata                  | (Spanish: Silver Mountains), was a legendary treasury of silver that was believed to be located in South America. |
| شامبالا                             | In بوذية تبتية tradition, a kingdom hidden somewhere in the هيمالايا؛ ثيوصوفية regard it as the home on the etheric plane of the governing إله of our planet Sanat Kumara. |
| شانغري-لا                           | A mystical, harmonious valley enclosed in the western end of the جبال كونلون. |
| سدوم و عمورة                        | مدينتان تم ذكرهما في الانجيل وقد قام الرب بتدميرهما لانهم عصوا اوامره هذه القصة قد تكون مذكورة بصورة مباشرة أو غير مباشرة في الأديان السماوية. |
| Suddene                             | A country found in the أدب اللغة الإنجليزية الوسطى King Horn. |
| Summerland                          | The name given by ثيوصوفية، ويكاns and some earth-based وثنية جديدة religions to their conceptualization of an (mostly pastoral) الحياة الآخرة. |
| سفارتالفهايم                        | The land of the Dark Elves ‏ in أساطير إسكندنافية. |
| تارتاروس                            | in Greek mythology, a pit in the underworld for condemned souls. |
| تاكاماغاهارا                        | The dwelling place of the شنتو كامي. |
| Themiscyra                          | the capital city of the أمازونيات in ميثولوجيا إغريقية. |
| ثولي                                | جزيرة تقع في أقصى شمال الأرض وقيل أنها في إسكندنافيا، بريطانيا العظمى، آيسلندا، جرينلاند. |
| Thuvaraiyam Pathi                   | In Ayyavazhi mythology, it was a sunken island some 150 miles off the south coast of الهند. |
| فالهالا                             | (from Old Norse Valhöll "hall of the slain") is a majestic, enormous hall located in Asgard, ruled over by the god Odin. |
| Westernesse                         | A country found in the أدب اللغة الإنجليزية الوسطى King Horn. |
| اكزبالبا                            | العالم السفلي في الميثولوجيا الخاصة بشعوب المايا |
| يومي                                | The land of the dead according to شنتو mythology, as related in the كوجيكي. |
| Ys                                  | A city located in بريتاني، فرنسا that was supposedly built below sea level, and destroyed when the Devil destroyed the dam protecting it. |
| زيون                                | اسم لمكان غير معرف تحديداً يتم استخدامه ليكون مرادف للقدس أو نهاية العالم حسب الرواية اليهودية ״העולם הב. |